# Ацидин
Ацидин (Acidinus) е когномен на фамилията Манлии.
Известни с това име:
- Луций Манлий Ацидин, претор 210 пр.н.е.
- Луций Манлий Ацидин Фулвиан, консул 179 пр.н.е.
- Луций Манлий Ацидин (квестор), квестор 168 пр.н.е.